# U-197
| U-197                      | U-197                                                                      | U-197                                                                      |
| -------------------------- | -------------------------------------------------------------------------- | -------------------------------------------------------------------------- |
|                            |                                                                            |                                                                            |
|                            |                                                                            |                                                                            |
|                            |                                                                            |                                                                            |
| Під прапором               | Третій рейх                                                                | Третій рейх                                                                |
| Спуск на воду              | 21 травня 1942 року                                                        | 21 травня 1942 року                                                        |
| Виведений зі складу флоту  | 20 серпня 1943 року                                                        | 20 серпня 1943 року                                                        |
| Сучасний статус            | затоплений                                                                 | затоплений                                                                 |
| Проєкт                     |                                                                            |                                                                            |
| Тип ПЧ                     | Торпедний ДПЧ                                                              | Торпедний ДПЧ                                                              |
| Основні характеристики     |                                                                            |                                                                            |
| Швидкість (надводна)       | 19,2 вузла                                                                 | 19,2 вузла                                                                 |
| Швидкість (підводна)       | 6,9 вузла                                                                  | 6,9 вузла                                                                  |
| Гранична глибина занурення | 230 м                                                                      | 230 м                                                                      |
| Екіпаж                     | 57 осіб                                                                    | 57 осіб                                                                    |
| Розміри                    |                                                                            |                                                                            |
| Довжина найбільша (по КВЛ) | 87,6 м                                                                     | 87,6 м                                                                     |
| Ширина корпусу найб.       | 7,5 м                                                                      | 7,5 м                                                                      |
| Висота                     | 10,2 м                                                                     | 10,2 м                                                                     |
| Середня осадка (по КВЛ)    | 5,4 м                                                                      | 5,4 м                                                                      |
| Водотоннажність надводна   | 1616 т                                                                     | 1616 т                                                                     |
| Озброєння                  |                                                                            |                                                                            |
| Артилерія                  | 1 × 88-мм палубна гармата SK C/32                                          | 1 × 88-мм палубна гармата SK C/32                                          |
| Торпедно- мінне озброєння  | 4 носових і два кормових ТА. 22 торпеди або 44 міни TMA чи 66 TMB          | 4 носових і два кормових ТА. 22 торпеди або 44 міни TMA чи 66 TMB          |
| ППО                        | 1 × 37-мм зенітна гармата SKC/30 2 (1 × 2) × 20-мм зенітні гармати FlaK 30 | 1 × 37-мм зенітна гармата SKC/30 2 (1 × 2) × 20-мм зенітні гармати FlaK 30 |

U-197 — німецький підводний човен типу IXD2, часів Другої світової війни.
Замовлення на будівництво човна було віддане 4 листопада 1940 року. Човен був закладений на верфі суднобудівної компанії «AG Weser» у Бремені 5 липня 1941 року під заводським номером 1043, спущений на воду 21 травня 1942 року, 10 жовтня 1942 року увійшов до складу 4-ї флотилії. Також за час служби перебував у складі 12-ї флотилії. Єдиним командиром човна був капітан-лейтенант Роберт Бартельс.
Човен зробив 1 бойовий похід, у якому потопив 3 (загальна водотоннажність 21 267 брт) та пошкодив 1 судно.
Потоплений 20 серпня 1943 року південніше Мадагаскару (28°40′ пд. ш. 42°36′ сх. д. / 28.667° пд. ш. 42.600° сх. д.) глибинними бомбами двох британських літаючих човнів «Каталіна». Всі 67 членів екіпажу загинули.

## Потоплені та пошкоджені кораблі[3]
| Назва          | Тип                | Належність      | Дата           | Тоннаж (БРТ) | Вантаж           | Статус     | Місце                                                       |
| Benakat        | танкер             | Нідерланди      | 20 травня 1943 | 4 763        | Баласт           | потоплено  | 06°05′ пд. ш. 12°56′ зх. д. / 6.083° пд. ш. 12.933° зх. д.  |
| Pegasus        | танкер             | Швеція          | 24 липня 1943  | 9 583        | 12 855 т бензину | потоплено  | 28°05′ пд. ш. 37°40′ сх. д. / 28.083° пд. ш. 37.667° сх. д. |
| William Ellery | суховантажне судно | США             | 30 липня 1943  | 7 181        | Баласт           | пошкоджено | 32°00′ пд. ш. 36°00′ сх. д. / 32.000° пд. ш. 36.000° сх. д. |
| Empire Stanley | суховантажне судно | Велика Британія | 17 серпня 1943 | 6 921        | 8 890 т вугілля  | потоплено  | 27°08′ пд. ш. 48°15′ сх. д. / 27.133° пд. ш. 48.250° сх. д. |